# Список попелиць Шрі-Ланки
Шрі-Ланка — тропічний острів, розташований недалеко від південного краю Індії. Фауна безхребетних така ж велика, наскільки вона є спільною для інших регіонів світу. У світі зустрічається близько 2 мільйонів видів членистоногих. До цього часу відкриваються також багато нових видів. Тому дуже складно і важко узагальнити точну кількість видів, що зустрічаються в певному регіоні.
У наступному переліку представлені види попелиць фауни Шрі-Ланки.

## Попелиці
Тип: Членистоногі
Клас: Комахи
Ряд: Напівтвердокрилі
Надроздина: Попелиці
Попелиці — це дрібні комахи, які є живильниками рослинного соку. Значною мірою вони впливають на економічно цінні рослини, тому попелиці мають економічне значення. Налічується 4500 видів з 500 попелиць. З них у Шрі-Ланці налічується 74 види в 46 родах і 6 підродинах. 2 ендеміки попелиць виявлені на Шрі-Ланці.

### РодинаСправжні попелиці
Підроздина: Aphidinae
- Acyrthosiphon gossypii
- Acyrthosiphon kondoi
- Acyrthosiphon pisum (Горохова попелиця)
- Akkaia taiwana
- Aphis craccivora
- Aphis fabae
- Aphis gossypii (Попелиця баштанна)
- Aphis nasturtii
- Aphis nerii
- Aphis spiraecola (Зелена цитрусова попелиця)
- Neomyzus circumflexus або Aulacorthum circumflexus
- Aulacorthum solani
- Brachycaudus helichrysi
- Chaetosiphon tetrarhodum
- Dysaphis crataegi
- Hyalopterus pruni
- Hysteroneura setariae
- Ipuka dispersum
- Lipaphis erysimi
- Macrosiphoniella sanborni
- Macrosiphoniella pseudoartemisiae
- Macrosiphum euphorbiae
- Macrosiphum rosae
- Matsumuraja capitophoroides — ендемік
- Melanaphis sacchari
- Micromyzus judenkoi
- Micromyzus kalimpongensis
- Micromyzus niger
- Myzus ascalonicus
- Myzus boehmeriae
- Myzus cerasi — попелиця вишнева
- Myzus obtusirostris
- Myzus ornatus
- Myzus persicae
- Neotoxoptera oliveri
- Pentalonia nigronervosa
- Phorodon humuli
- Rhopalosiphum maidis
- Rhodobium porosum
- Rhopalosiphoninus latysiphon
- Rhopalosiphum padi — попелиця черемхова
- Rhopalosiphum rufiabdominale
- Schizaphis rotundiventris
- Schizaphis graminum
- Schizaphis hypersiphonata
- Schizaphis minuta
- Sinomegoura citricola
- Sitobion avenae
- Sitobion lambersi
- Sitobion leelamaniae
- Sitobion miscanthi
- Sitobion pauliani
- Sitobion phyllanthi
- Sitobion wikstroemiae
- Toxoptera aurantii
- Toxoptera citricida
- Toxoptera odinae
- Uroleucon minutum
- Vesiculaphis caricis

Підродина: Drepanosiphinae
- Shivaphis celti
- Tinocallis kahawaluokalani

Підродина: Greenideinae
- Greenidea artocarpi
- Greenidea formosana
- Greenideoida ceyloniae
- Schoutedenia lutea

Підродина: Hormaphidinae
- Astegopteryx bambusae
- Astegopteryx insularis
- Astegopteryx minuta
- Cerataphis brasiliensis
- Ceratoglyphina bambusae
- Ceratovacuna lanigera
- Pseudoregma bambucicola

Підродина: Lachninae — Гігантські попелиці
- Ceratopemphigus zehntneri — ендемік
- Eriosoma lanigerum
- Geoica lucifuga
- Kaltenbachiella elsholtriae
- Kaltenbachiella japonica
- Tetraneura nigriabdominalis
- Tetraneura yezoensis